# من دیوانه نیستم (فیلم ۱۹۹۰)
من دیوانه نیستم (به هندی: Deewana Mujh Sa Nahin) فیلمی محصول سال ۱۹۹۰ و به کارگردانی یه ناگشوار رائو است. در این فیلم بازیگرانی همچون عامر خان، مادهوری دیکشیت، جایندرا، دون ورما ایفای نقش کرده‌اند.

## داستان
آجی شارما (عامر خان) عکاس است، آنیتا (مادوری دیکسیت) مدل است و هر دوی آنها برای یک آژانس کار می‌کنند. آجی عاشق آنیتا شده است و فکر می‌کند که او نیز عاشق اوست. اما آنیتا او را فقط یک دوست می‌داند. او با ویکرام (جینندرا) نامزد می‌کند و قرار است به زودی ازدواج کنند. آجی هنوز معتقد است که آنیتا او را دوست دارد و او نیز شروع به آماده‌سازی برای ازدواج خود با آنیتا می‌کند. آنیتا اکنون باید اقدامات مناسبی برای جلوگیری از وسواس آجی نسبت به او انجام دهد، قبل از اینکه موضوع از کنترل خارج شود. با این حال، آنیتا متوجه می‌شود شخصی که او با او ازدواج می‌کند او را دوست ندارد و اوضاع به گونه ای رقم می‌خورد که او به عشق آجی نسبت به خود پی می‌برد و فیلم با شادی به پایان می‌رسد.